# Charles-Juste Houël
Pour les articles homonymes, voir Houël.
Charles-Juste Houël, né à Rouen le 20 juillet 1787 et mort à Paris le 21 février 1853, est un érudit et historien français.

## Biographie
Cousin de Jean-Pierre Houël et de Jean-Benjamin Houël, Charles-Juste Houël fut reçu avocat au barreau de Rouen en 1809. Il devint bibliothécaire et bâtonnier de son ordre et fut nommé président du tribunal civil de Louviers en 1830. Possédant le goût des lettres, des arts et des études archéologiques, Houël s’est livré aux études locales relatives à la Normandie. Il était membre correspondant de l’Académie de Rouen, de la Société d’émulation de la Seine-Inférieure, de la Société des antiquaires de Normandie, etc.
Il est auteur des ouvrages suivants : Notes inutiles sur un sujet important, Rouen, 1819, in-8°, publiées sous le nom de : « Un Hippomane bas-normand » ; Discours sur la condition de la république des lettres en général et des sociétés savantes en particulier, sous divers gouvernements, Rouen, F. Baudry, 1822, in-8° ; Code de la chasse, etc., Renault, 1823, in-32, plusieurs éditions ; Recherches sur la date de la naissance de P. Corneille, Rouen, Nicétas Périaux, 1828, in-8° ; La Harelle de Harteauville, Rouen, F. Baudry, 1829, in-12 ; Discours sur l’amitié des hommes de lettres, lu à l’Académie de Rouen ; Annales des Cauchois depuis les temps celtiques jusqu’à 1830, Paris,1847, 3 vol. in-8°.
On a encore de Charles-Juste Houël un grand nombre de Mémoires judiciaires, dont la collection forme 5 vol. in-4° ; une Notice sur un bas-relief trouvé à Rouen, publiée dans les Mémoires de la Société des antiquaires de Normandie, année 1825 et une Notice manuscrite sur la vie et les ouvrages du peintre Jean Jouvenet, ouvrage envoyé au concours ouvert sur ce sujet par l’Académie de Rouen et qui mérita à son auteur une mention très honorable.

## Œuvres
- Annales des Cauchois depuis les temps celtiques jusqu’à 1830, Paris, Comon et Cie, 1847
- Code de la chasse, ou Précis des lois et décisions judiciaires actuellement en vigueur sur la chasse et le port d’armes, Rouen, Renault, 1822
- De la Pairie, pétition à la Chambre des Députés, Rouen : impr. de D. Brière, 1831
- Rapport sur la date de la naissance de Pierre Corneille, lu à l’Académie royale des sciences, belles-lettres et arts de Rouen, Rouen, Nicétas Périaux jeune, 1828
- Le Nouveau code de la chasse, ou la Loi du 3 mai 1844 en harmonie avec les autres lois et décisions qu’elle laisse subsister sur la chasse et le port d’armes, Paris, Crapelet et Lahure, 1844
- Jean Jouvenet et sa maison natale, Rouen, 1836
- La Harelle de Harteauville, Rouen, F. Baudry, 1829
- Discours prononcé par M. Juste Houël lors de son installation comme président du tribunal civil de Louviers, le 27 novembre 1830, Rouen, D. Brière, 1830